# Phaonia subapicalis
Phaonia subapicalis este o specie de muște din genul Phaonia, familia Muscidae, descrisă de Wei în anul 1991. Conform Catalogue of Life specia Phaonia subapicalis nu are subspecii cunoscute.